# Bohdan Fedorowicz Sapieha
Bohdan Fedorowicz Sapieha (ur. ?, zm. 1603) – dworzanin królewski, sędzia ziemski trocki; wnuk Bohdana, syn Fiodora, brat Dymitra. Stryjeczny brat kasztelana kijowskiego Pawła Sapiehy.
W przeciwieństwie do brata, funkcję rewizora sprawował sporadycznie – w 1560 r. przeprowadzał pomiary ziemi w województwie nowogródzkim, w 1563 r. rewidował place w Nowogródku, w 1565 w Szawlach, w 1568 r. kontrolował prace w puszczach poniemońskich. Od Stefana Batorego otrzymał w 1576 r. tytuł sędziego ziemskiego trockiego, z którego zrezygnował ze względu na sędziwy wiek oraz złe zdrowie informując o tym wojewodę trockiego Mikołaja Krzysztofa Radziwiłła (Sierotkę) listem datowanym 13 czerwca 1599. Był wyznawcą prawosławia i członkiem bractwa Świętej Trójcy w Wilnie.
Był wyznawcą prawosławia.
Zmarł przed 1 września 1603.